# Ebadta delfin
Az Ebadta delfin (eredeti cím: Zeus and Roxanne)  1997-ben bemutatott romantikus családi film. Rendező George T. Miller. Főszereplők Steve Guttenberg és Kathleen Quinlan.
A történet egy kutya és egy delfin barátságáról szól, és közben a gazdáik is közelebbi kapcsolatba kerülnek.

## Cselekménye
|  | Alább a cselekmény részletei következnek! |

Bahamák, 1990-es évek
Mary Beth Dunhill (Kathleen Quinlan) delfinek kutatásával foglalkozik. A két lányával lakott házának közelébe néhány hónapra Terry Barnett (Steve Guttenberg) zeneszerző és fia költöznek Zeus nevű keverék kutyájukkal együtt.  A kutya rögtön kárt okoz, amikor egy macskát kezd üldözni, de amikor fellopózik Mary kutatóhajójára, összeismerkedik egy delfinnel, akivel jól megértik egymást. Mary örül a fejleményeknek, mivel szeretne egy alapítványtól pénzt szerezni a kutatásaira, és így több esélye van rá. Konkurenciát jelent számára az alapítványi pénzek megszerzésében egykori főnöke, Claude Carver, akinek ugyanaz a célja, és nincsenek erkölcsi gátlásai.
Mary lányai és Terry fia szeretnék összehozni a két szülőt, mivel Terry feleségre meghalt és Mary is egyedül él. A gyerekek először egy randevút hoznak össze, majd úgy intézik, hogy Terryéknek át kelljen költözniük a másik házba, Azonban Terry meggondolja magát, amikor eszébe jut elhunyt felesége. Így fiával (és kutyájukkal) együtt elutaznak. Zeusnak azonban annyira hiányzik Roxanne, a delfin társasága, hogy visszautazik hozzá. Eleinte gyalog megy, majd egy benzinkútnál egy megfelelő irányba haladó autó által vontatott hajóra lopózik fel.
Claude, Mary egykori főnöke fényképezni kezdi Mary kutatási eredményeit Mary hajóján, de Zeus megzavarja ebben. Majd elrabolja a kutyát, hogy a delfin közelébe férkőzzön. Zeus azonban túljár az eszén, és a delfin segítségével csapdába ejti (a segítőjével együtt).
|  | Itt a vége a cselekmény részletezésének! |

## Szereposztás
| Karakter                   | Színész            | Magyar hang    |
| -------------------------- | ------------------ | -------------- |
| Terry Barnett              | Steve Guttenberg   | Forgács Péter  |
| Mary Beth Dunhill          | Kathleen Quinlan   | Kiss Mari      |
| Claude Carver              | Arnold Vosloo      | Barbinek Péter |
| Becky                      | Dawn McMillan      |                |
| Jordan Barnett             | Miko Hughes        | Szalay Csongor |
| Judith Dunhill             | Majandra Delfino   | Szénási Kata   |
| Nora Dunhill               | Jessica Howell     |                |
| Mrs. Rice                  | Duchess Tomasello  |                |
| Linda, Claude asszisztense | Shannon K. Foley   |                |
| Phil, Claude asszisztense  | Jim R. Coleman     | Csuja Imre     |
| Floyd                      | Alvin Farmer       |                |
| Stewardess                 | Harri James        |                |
| Craig                      | Justin Humphrey    |                |
| Biztonsági őr              | James Stone        |                |
| Tiszteletes                | Maury Covington    |                |
| Hírvivő                    | Michael A. Xynidis |                |

## Fogadtatás
A filmkritikusok véleményét összegző Rotten Tomatoes 50%-ra értékelte 8 vélemény alapján.

## Fordítás
Ez a szócikk részben vagy egészben  a   Zeus and Roxanne című angol Wikipédia-szócikk fordításán alapul.  Az eredeti cikk szerkesztőit annak laptörténete sorolja fel. Ez a jelzés csupán a megfogalmazás eredetét és a szerzői jogokat jelzi, nem szolgál a cikkben szereplő információk forrásmegjelöléseként.